# (70418) Kholopov
(70418) Kholopov  es un asteroide perteneciente al cinturón de asteroides, descubierto el 17 de septiembre de 1999 por Matteo Santangelo desde el Observatorio de Monte Agliale, en Italia.

## Designación y nombre
Kholopov se designó al principio como 1999 FR21.
Más adelante fue nombrado en honor al astrónomo ruso editor del Catálogo General de Estrellas Variables Pável Jólopov (1922-1988).

## Características orbitales
Kholopov orbita a una distancia media del Sol de 2,4364 ua, pudiendo acercarse hasta 2,1545 ua y alejarse hasta 2,7184 ua. Tiene una excentricidad de 0,1157 y una inclinación orbital de 3,8472° grados. Emplea en completar una órbita alrededor del Sol 1389 días.

## Características físicas
Su magnitud absoluta es 15,3. Tiene 5,178 km de diámetro. Su albedo se estima en 0,060.